# 2014 na Coreia do Sul
Esta é uma cronologia dos principais fatos ocorridos no ano de 2014 na Coreia do Sul.

## Incumbentes
- Presidente – Park Geun-hye (2013–atualmente)
- Primeiro-ministro – Chung Hong-won (2013–2015)

## Eventos
- 17 de fevereiro – O colapso de um edifício em um resort de montanha em Gyeongju mata dez pessoas.[1]
- 16 de abril – Uma balsa com 476 pessoas a bordo naufraga na costa sul-coreana, matando pelo menos 295 pessoas e deixando 9 outras desaparecidas .[2]
- 2 de maio – Colisão de trens na estação Sangwangsimni da linha 2 do Metropolitano de Seul deixa mais de 200 feridos.[3]
- 4 de junho – As eleições locais na Coreia do Sul em 2014 são realizadas.
- 3 de setembro - Um acidente de carro envolvendo o grupo Ladies' Code, matou as integrantes EunB (que morreu na hora) e Rise (que morreu 4 dias depois do ocorrido).
- 17 de outubro – Dezesseis pessoas morreram e onze ficaram gravemente feridas quando uma grade de ventilação cedeu ao peso das vítimas durante um show no Pangyo Techno Valley, em Seongnam. No momento do acidente, estava se apresentando o grupo feminino 4Minute.[4]

## Esportes
- 7 a 23 de fevereiro – Participação da Coreia do Sul nos Jogos Olímpicos de Inverno de 2014, em Sóchi, na Rússia, terminando na 13ª posição
- 20 a 26 de abril – A cidade de Goyang sedia o Campeonato Mundial de Hóquei no Gelo de 2014 - I Divisão (Grupo A)
- 19 de setembro a 4 de outubro – A cidade de Incheon sedia os Jogos Asiáticos de 2014
- 18 a 24 de outubro – A cidade de Incheon sedia os Jogos Para-Asiáticos de 2014

## Mortes
- 3 de setembro – Go Eun-bi, 21, cantora (Ladies' Code)
- 7 de setembro – Kwon Ri-se, 23, cantora (Ladies' Code)
- 27 de outubro – Shin Hae-chul, 46, cantor-compositor, produtor, artista, ativista (N.EX.T)
- 16 de novembro – Kim Ja-ok, 63, atriz